# الجوة (مركز)
الجوة هو مركز سعودي يتبع محافظة فيفاء الواقعة بمنطقة جازان جنوب غرب السعودية، وتعتبر الجوة المدخل الرئيسي لمحافظة فيفاء حيث تحوي مقر مبنى بلدية فيفاء وهيئة تطوير وتعمير منطقة فيفاء وفرقة المواصلات والبنك الزراعي ومجمع تجاري ومجمع مدارس حكومية وكليات وبها حركة نشطة لقربها من مفارق الطرق المؤدية للمناطق المجاورة.